# Gonomyia marini
Gonomyia marini là một loài ruồi trong họ Limoniidae. Chúng phân bố ở miền Cổ bắc.